# Ines Coppoolse
Goverdina Christina „Ines“ Coppoolse (* 21. Mai 1962 in Westzaan, inzwischen Zaanstad) ist eine niederländische Diplomatin. Sie ist seit 2015 die niederländische Botschafterin in Stockholm.

## Leben
Ines Coppoolse studierte Internationale Beziehungen an der Universiteit van Amsterdam. Ihren Abschluss machte sie 1992.

## Diplomatischer Werdegang
Im niederländischen Außenministerium war sie zwischen 1992 und 2001 in verschiedenen Positionen tätig, sowohl in Den Haag als auch in London, unter anderem in der Abteilung für das subsaharische Afrika, der Konsular- und der Asylabteilung. Von 2001 bis 2004 war sie im Außenministerium Leiterin der Abteilung für Personalbeschaffung, von 2005 bis 2009 stellvertretende ständige Vertreterin der Niederlande bei den Vereinten Nationen in Wien. Zurück in Den Haag war sie von 2009 bis 2012 stellvertretende Leiterin der Abteilung für Asien und Ozeanien und von 2012 bis 2015 Leiterin der Personalabteilung.
Ihre erste Berufung als Botschafterin hatte sie als Nachfolgerin von Philip de Heer als niederländische Botschafterin in Schweden. Ihre Akkreditierung erfolgte am 3. September 2015.